# Linearna nezavisnost
Linearna nezavisnost vektora središnji je pojam u linearnoj algebri. Za skup vektora kaže se da je linearno nezavisan ako je jedina linearna kombinacija tih vektora koja daje nulvektor ona u kojoj su svi koeficijenti jednaki nuli. Formalno, konačan skup vektora {\displaystyle S=\{v_{1},v_{2},...,v_{s}\}}  koji je podskup vektorskog prostora {\displaystyle V} nad poljem {\displaystyle \mathbb {F} } linearno je nezavisan ako iz{\displaystyle \alpha _{1}v_{1}+\alpha _{2}v_{2}+...+\alpha _{s}v_{s}=\mathrm {O} }slijedi{\displaystyle \alpha _{1}=\alpha _{2}=\ldots =\alpha _{s}=0}Ovdje su {\displaystyle \alpha } koeficijenti iz {\displaystyle \mathbb {F} }, a {\displaystyle \mathrm {O} } nulvektor u {\displaystyle V}. Beskonačan skup je linearno nezavisan ako je takav svaki njegov konačan podskup.
Skup vektora koji nije linearno nezavisan je linearno zavisan skup, a u njemu se nulvektor može dobiti linearnom kombinacijom vektora u kojoj barem jedan koeficijent nije 0. Skup vektora je linearno zavisan ako i samo ako u njemu postoji vektor koji je linearna kombinacija preostalih vektora skupa.

## Baza vektorskog prostora
Za linearno nezavisan skup vektora {\displaystyle S} kaže se da razapinje (generira) vektorski prostor {\displaystyle V} ili neki njegov potprostor {\displaystyle W\leq V} ako se svi vektori prostora {\displaystyle V} ili njegovog potprostora {\displaystyle W} mogu na jedinstven način prikazati kao linearna kombinacija vektora skupa {\displaystyle S}.  
Skup linearno nezavisnih vektora koji razapinju cijeli vektorski prostor naziva se bazom vektorskog prostora. Izbor baze nije jedinstven, ali je u svakoj izabranoj bazi jedinstven prikaz svih vektora vektorskog prostora.

#### Konačnodimenzionalni slučaj
Neka je {\displaystyle B=\{v_{1},v_{2},...,v_{n}\}} baza vektorskog prostora {\displaystyle V}. Tada je 
svaki {\displaystyle v_{i}} linearno nezavisan od preostalih {\displaystyle v_{j},i\neq j}. 
Zato se i skup {\displaystyle \{v_{1},v_{2},...,v_{n}\}} naziva bazom jer je linearnom kombinacijom vektora {\displaystyle v_{1},v_{2},...,v_{n}} moguće dobiti svaki vektor iz vektorskog prostora {\displaystyle V}.

#### Steinitzov teorem
Svake dvije baze netrivijalnog konačnogeneriranog vektorskog prostora {\displaystyle V} su jednakobrojne ili ekvipotentne. (Kažemo da je vektorski prostor {\displaystyle V} netrivijalan ako i samo ako vrijedi  {\displaystyle V\neq \{0\}}.)
Dokaz. Netrivijalni konačnogenerirani vektorski prostor {\displaystyle V} ima bazu. Neka su sada {\displaystyle B_{1},B_{2}} bilo koje dvije baze prostora {\displaystyle V}. Označimo {\displaystyle B_{1}=n_{1},{\text{card}}B_{2}=n_{2}} ({\displaystyle {\text{card}}B} je kardinalni broj skupa {\displaystyle B}, dakle broj elemenata tog skupa).
Kako je {\displaystyle B_{1}} linearno nezavisan skup, a {\displaystyle B_{2}} je sustav izvodnica, slijedi {\displaystyle n_{1}\leq n_{2}}. Obrnuto, kako je {\displaystyle B_{2}} linearno nezavisan skup, a {\displaystyle B_{1}} je sustav izvodnica, vrijedi {\displaystyle n_{2}\leq n_{1}}. Očito mora biti {\displaystyle n_{1}=n_{2}} pa su dvije baze zaista jednakobrojne.

## Primjeri
Jedan od zornih geometrijskih primjera vektorskog prostora je svakako skup usmjerenih dužina u realnoj ravnini, {\displaystyle \mathbb {R} ^{2}} sa svojim pravilima za zbrajanje vektora i množenjem skalarima. Nije teško geometrijski pokazati da je taj skup zaista jedan vektorski prostor. 
Bazu {\displaystyle \mathbb {R} ^{2}} čine točno dva nekolinearna vektora, neka su to {\displaystyle i,j}. Tada su {\displaystyle i,j} linearno nezavisni. Naime, svaku drugu usmjerenu dužinu u {\displaystyle \mathbb {R} ^{2}} moguće je dobiti linearnom kombinacijom 
baznih vektora {\displaystyle i,j}. Najčešće se za bazu prostora {\displaystyle \mathbb {R} ^{2}} uzima skup jediničnih i međusobno okomitih vektora {\displaystyle \{(1,0),(0,1)\}} koji se još naziva i ortonormirana baza.

### Kartezijev koordinatni sustav
Geometrijski, odabirom vektora {\displaystyle i,j} mijenjamo oblik koordinatnog sustava. No, tom transformacijom sve dužine (i pravci) koje su bile paralelne su i ostale paralelne te je ishodište ostalo na svome mjestu (jer je {\displaystyle \alpha _{1}i+\alpha _{2}j=0} povlači {\displaystyle \alpha _{1}=\alpha _{2}=0}).
Takav izmijenjeni Kartezijev koordinatni sustav često se naziva kosokutni koordinatni sustav, jer vektori 
{\displaystyle i,j} ne moraju činiti pravi kut.